# Peter Thumb

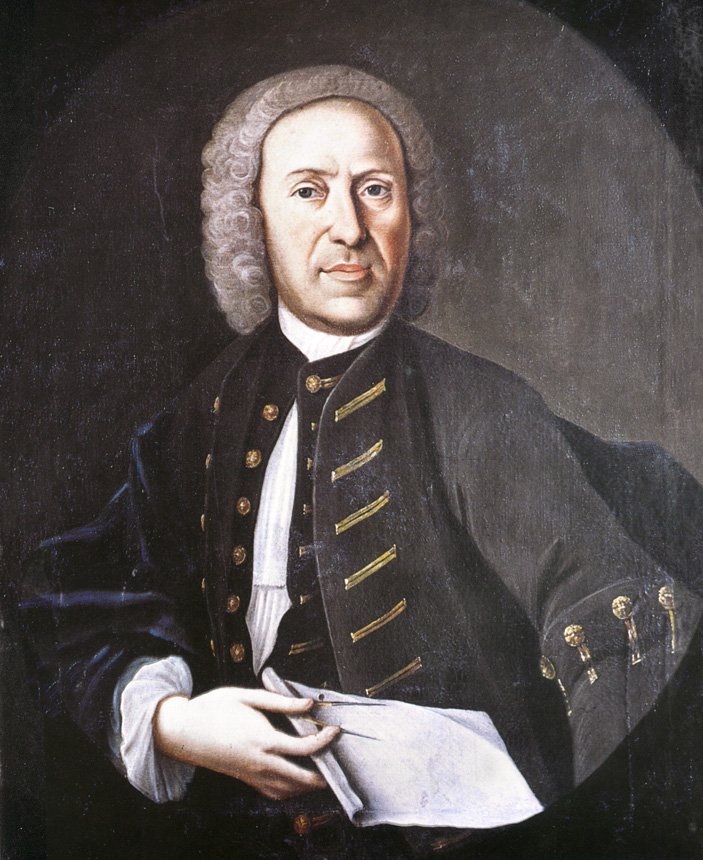
Retrato de Peter Thumb (óleo de propiedad privada)

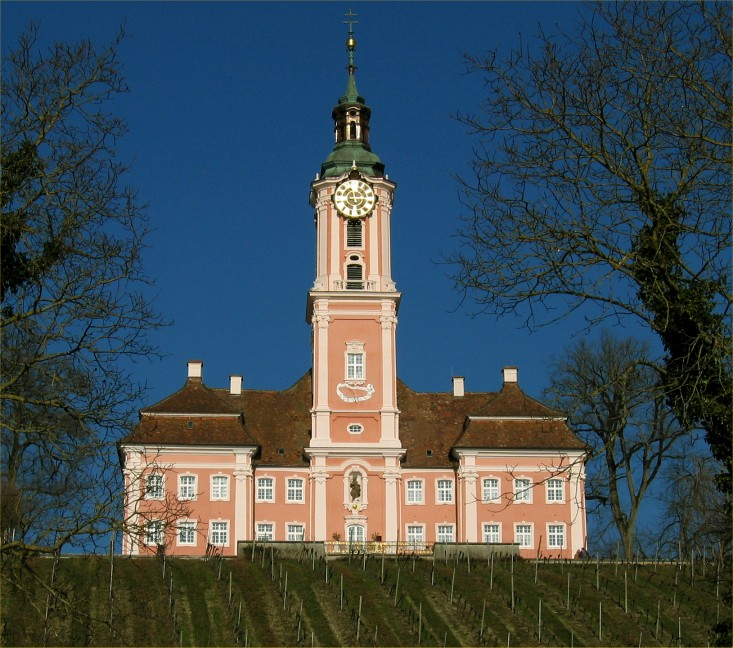
La iglesia de Birnau

Peter Thumb (Bezau, Vorarlberg, Austria, 18 de diciembre de 1681 - Constanza, Alemania, 4 de marzo de 1766) fue un arquitecto austriaco del siglo XVIII de expresión barroca y rococó.

## Biografía
Thumb era hijo de un arquitecto y estudió con Franz Beer. Trabajó principalmente en Suabia, en el sur de Baden, Alsacia y Suiza. Una de sus obras más conocidas es la iglesia de peregrinación de Birnau, en la que la apariencia externa no revela su riqueza interior.

## Obras
- Iglesia de Lachen (1707-1711)
- Iglesia católica de Erstein, 1715, torre
- Iglesia abacial de Ebersmunster en Alsacia (1708-1712, fachada y torres, entre 1719-1727)
- Residencia del príncipe-abad de Murbach en Guebwiller (a partir de 1715)
- Monasterio y transformaciones de la iglesia de Ettenheimmünster (a partir de 1718)
- Iglesia de peregrinación de Thierenbach en Alsacia (1719-1723)
- Monasterio de Friedenweiler (a partir de 1725)
- Iglesia del monasterio de Santa María en Frauenalb (1727-1733)
- Iglesia de Santa Margarita en Waldkirch (1732-1734)
- Iglesia y priorato de San Ulrico(1739-1744)
- Iglesia y biblioteca del monasterio de St. Peter en la Selva Negra (1724-1756)
- Iglesia y priorato de Mengen (1741-1744)
- Presbiterio de Bermatingen (1746-1747)
- Iglesia de peregrinación de Santa Maria y priorato de Birnau (1747-1750)
- Iglesia de San Pedro y San Pablo en Hilzingen (1747-1749)
- Iglesia católica de Mundelfingen (1750-1751)
- Iglesia Parroquial de Santa María de la Asunción (1753-1755)
- Biblioteca y hospital de la abadía imperial de San Galo (1758-1767)
- Abacial de Altorf en Alsacia, coro y transepto

Obras destacadas de Peter Thumb
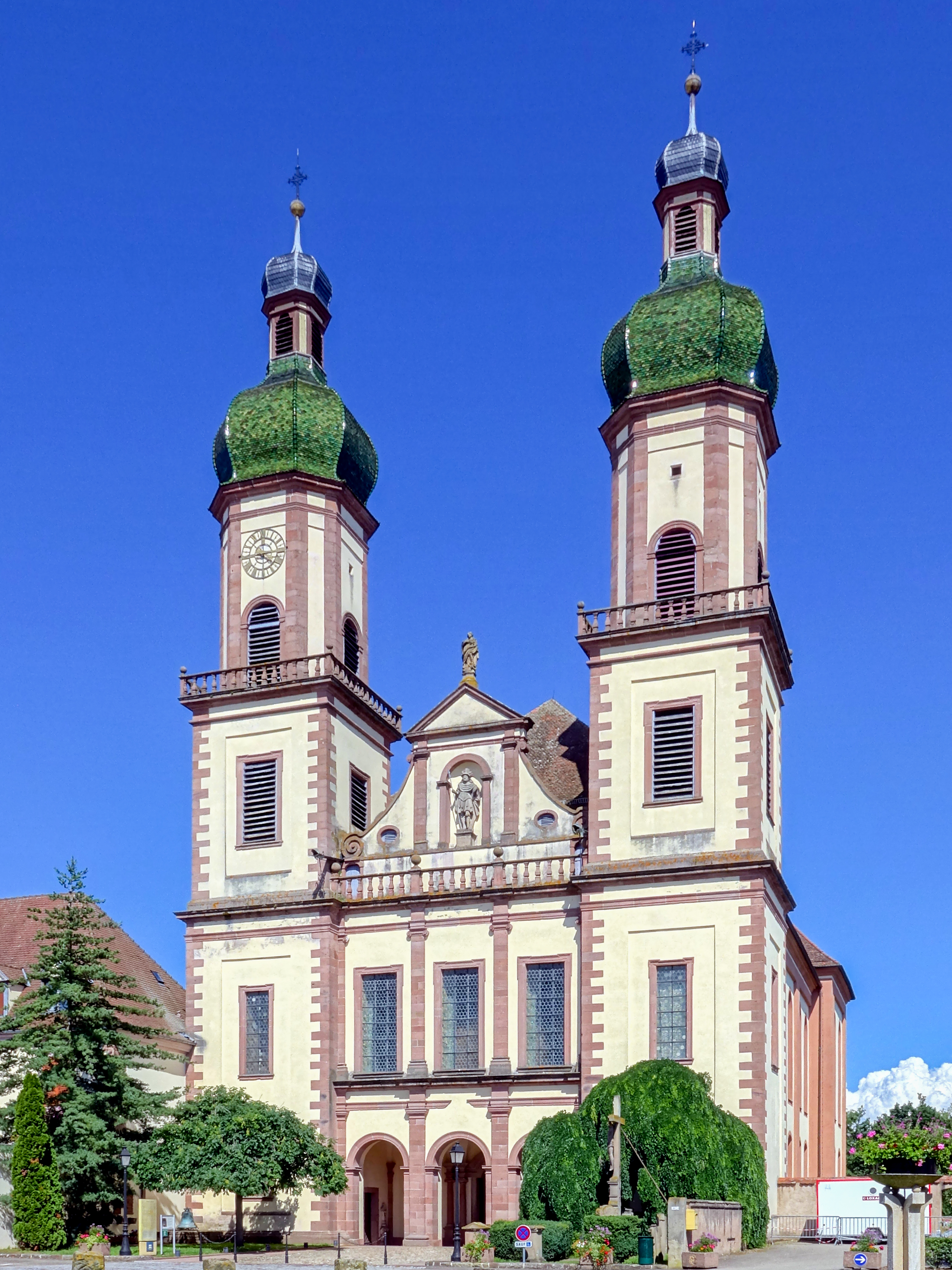
Abacial de Ebersmunster  (1708-1727)
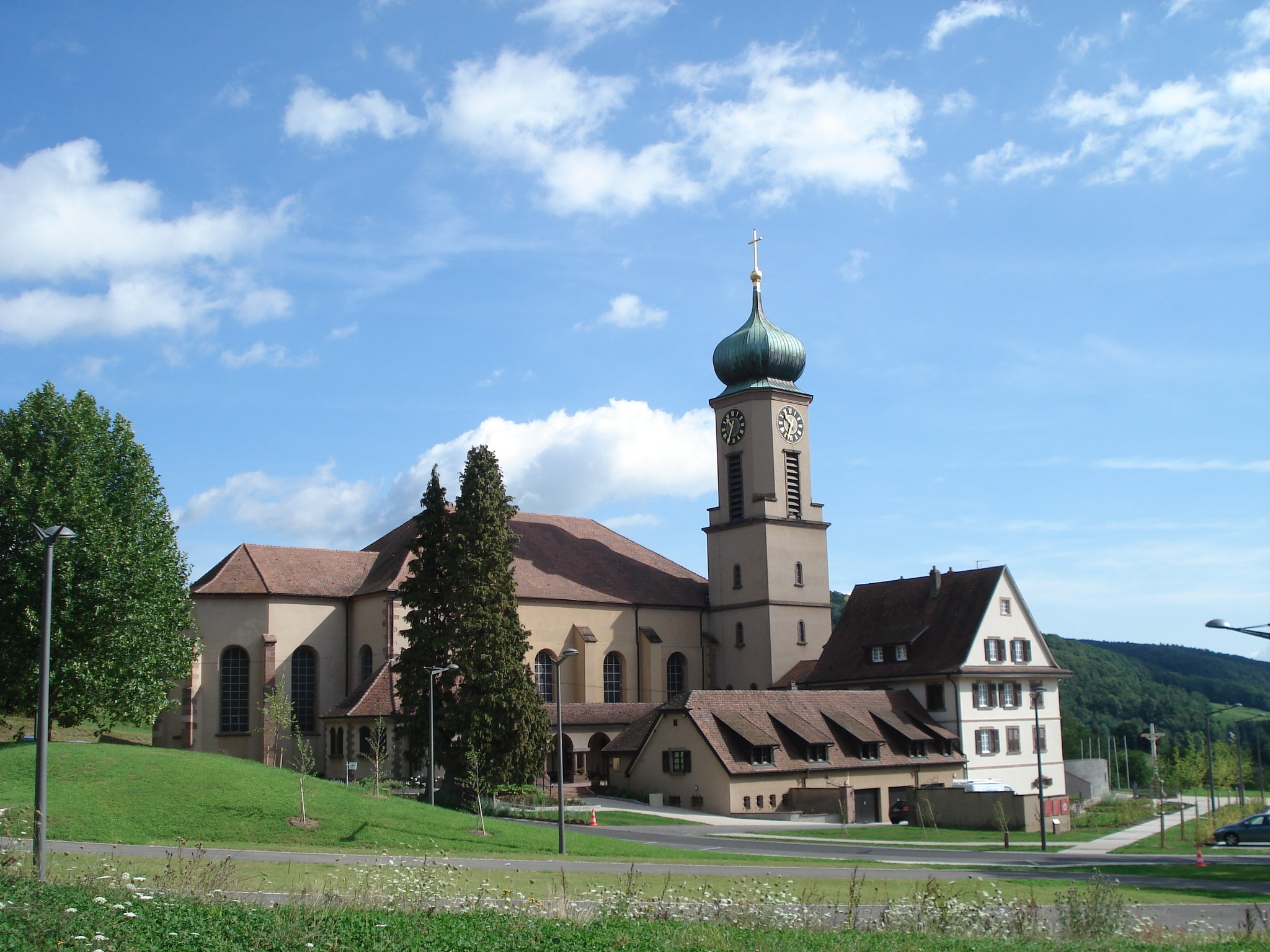
Priorato de Thierenbach (1719-1723)
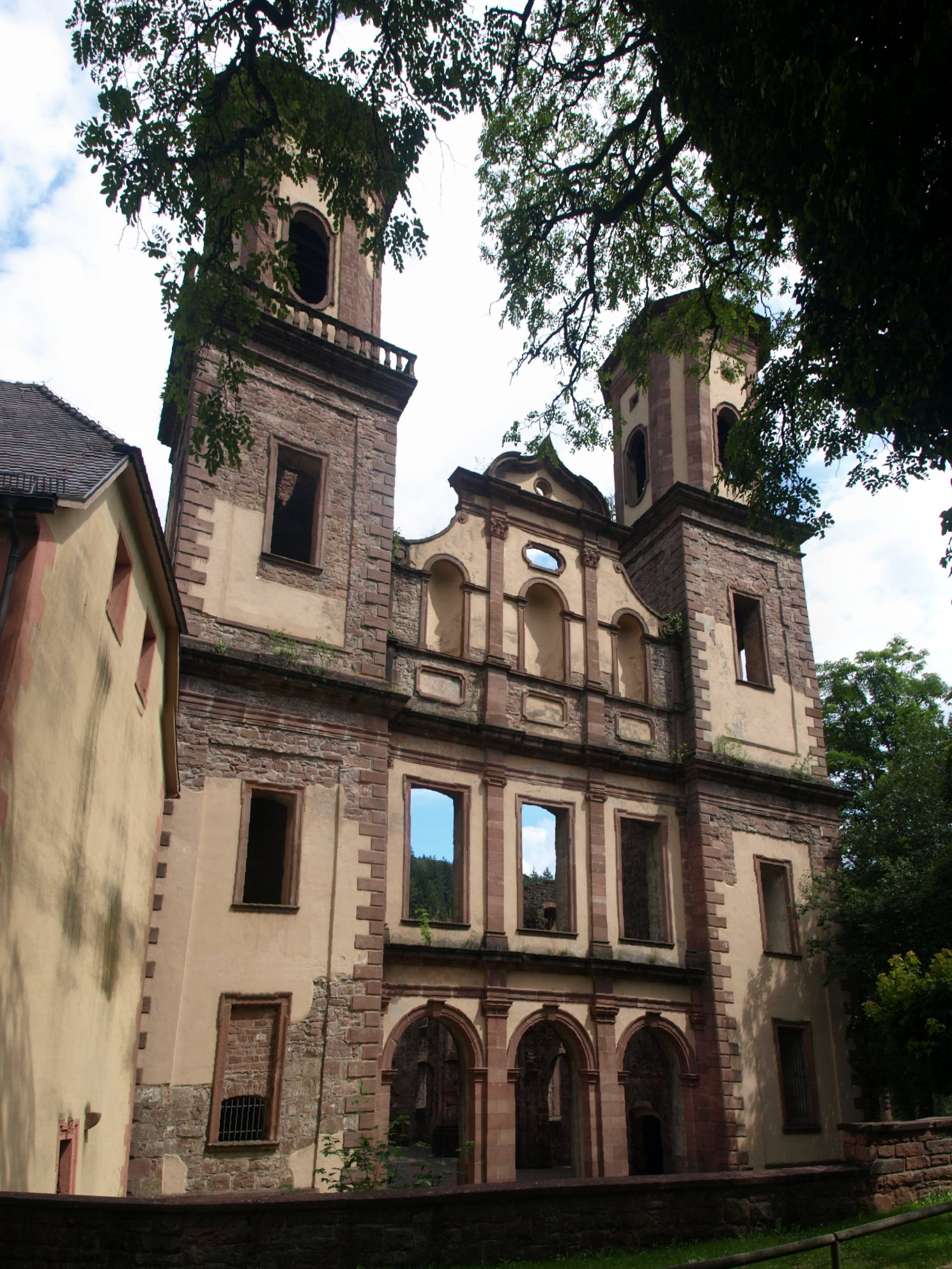
Klosterruine Frauenalb (1727-1733)
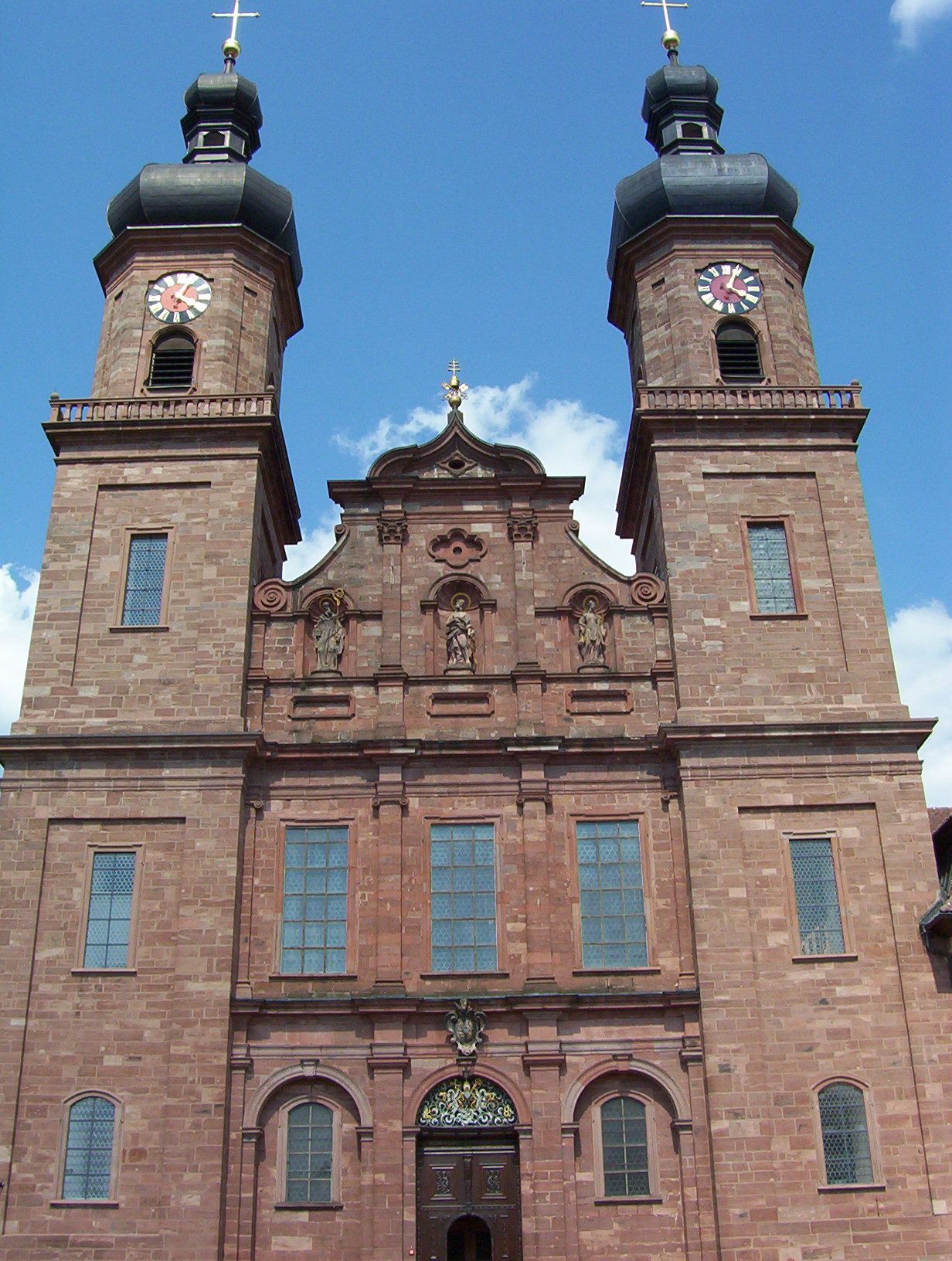
Iglesia De San Pedro en la Selva Negra
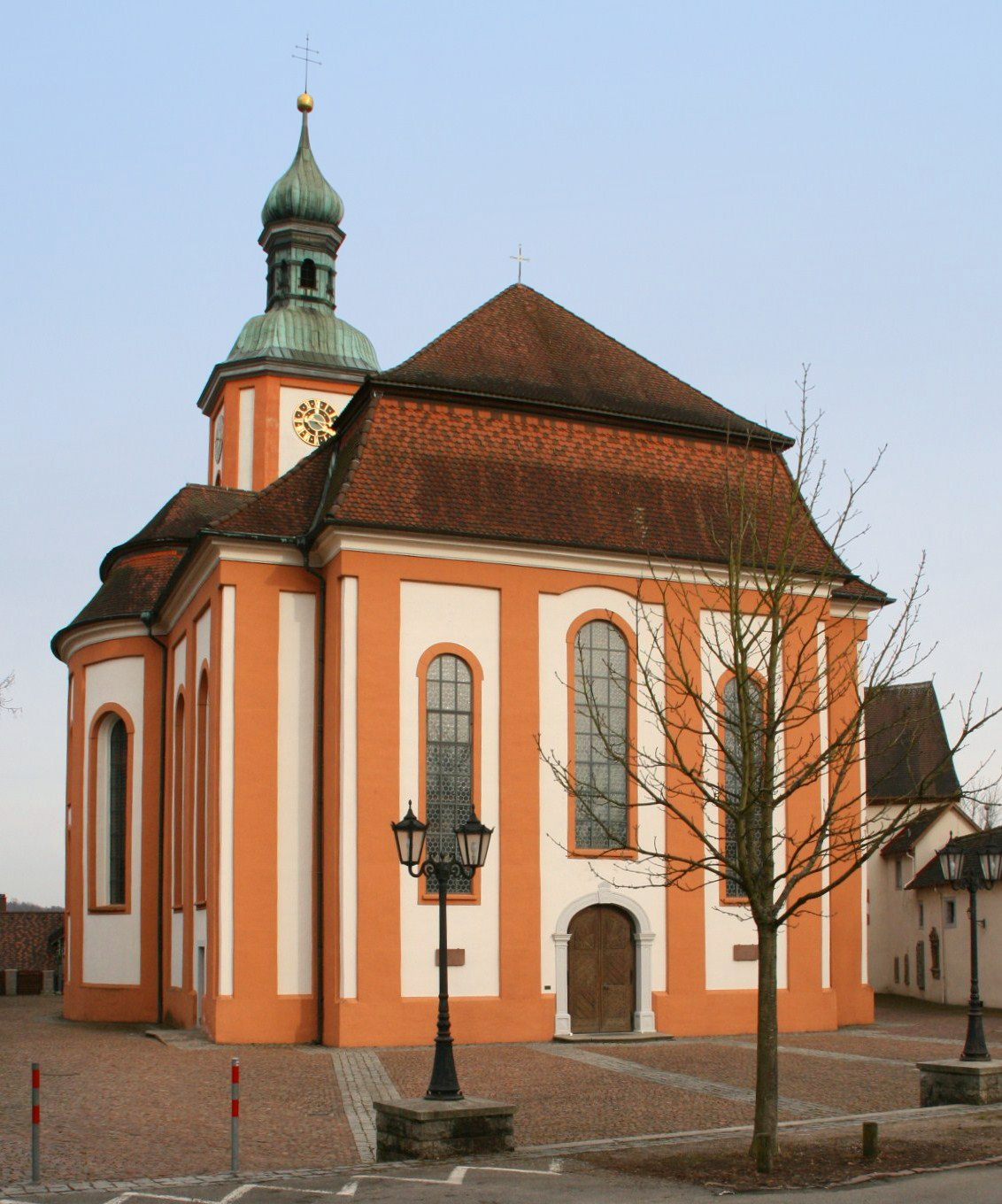
Iglesia Parroquial de Santa María de la Asunción (Tiengen) (1753-1755)

Interiores de Peter Thumb
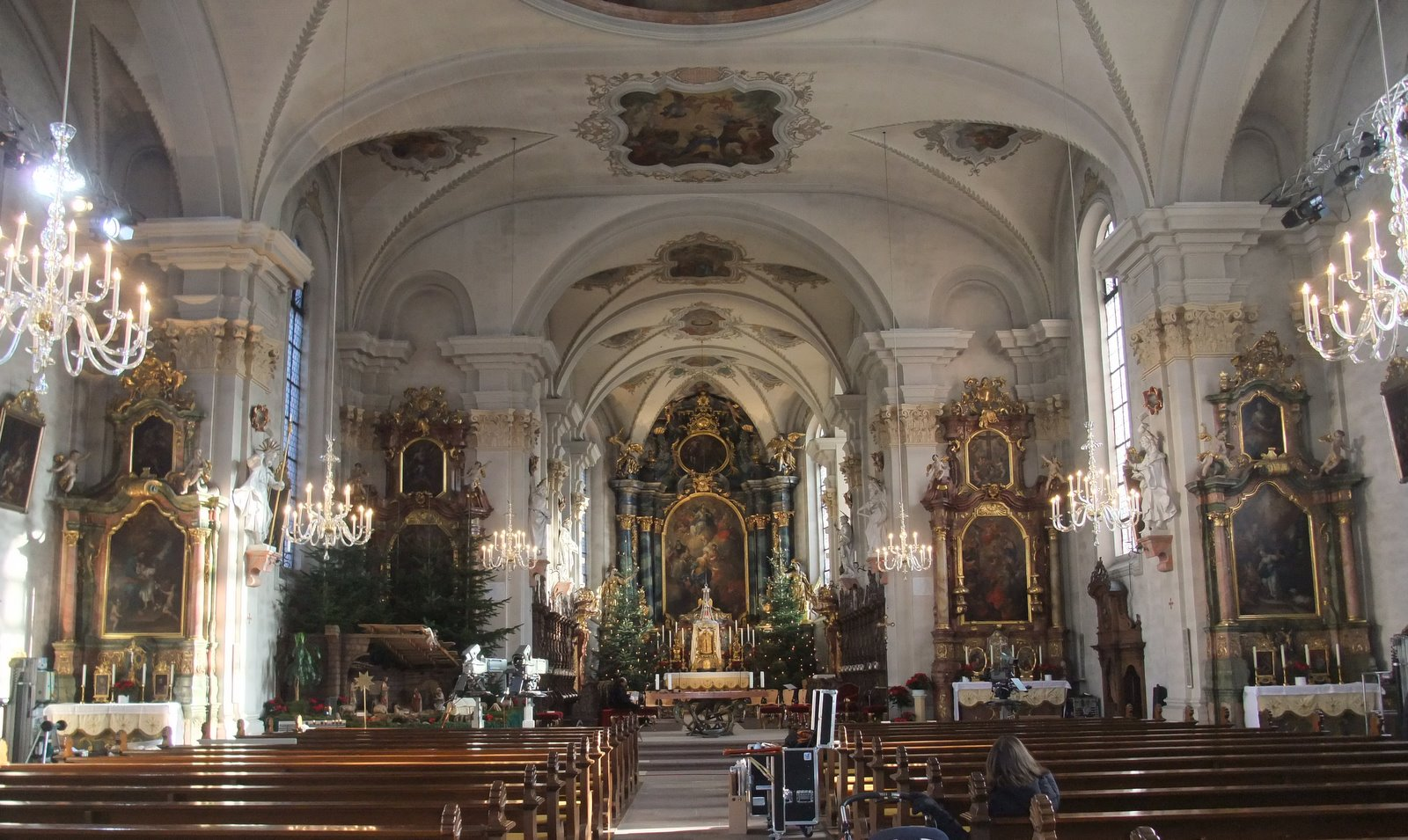
Iglesia de Santa Margarita en Waldkirch (1732-1734)
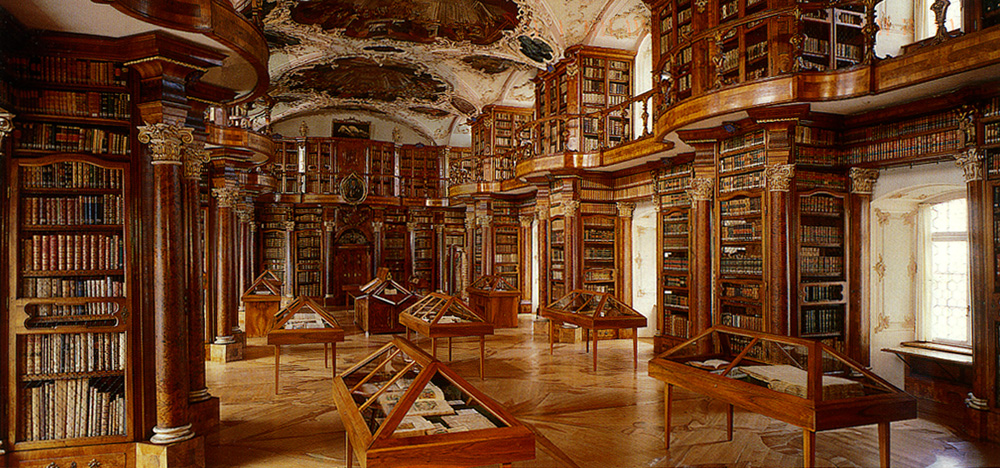
Biblioteca de San Galo (1758-1767)